# Quillota

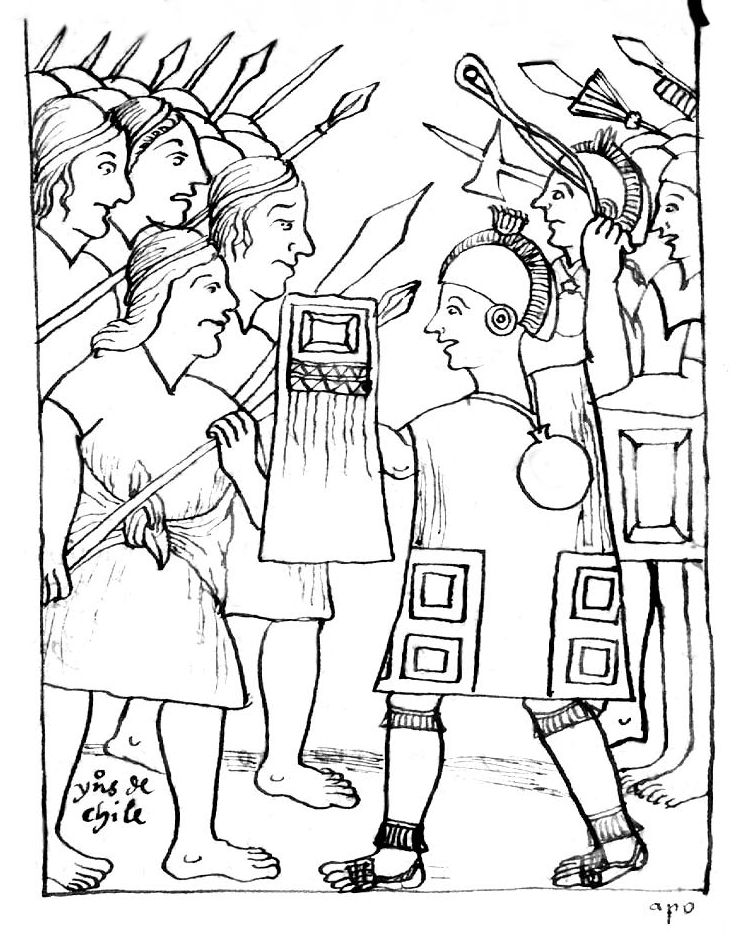
Representación de Guamán Poma de Ayala sobre un enfrentamiento entre un grupo de indígenas del actual Chile (izquierda) y el capitán Apu Camac Inca

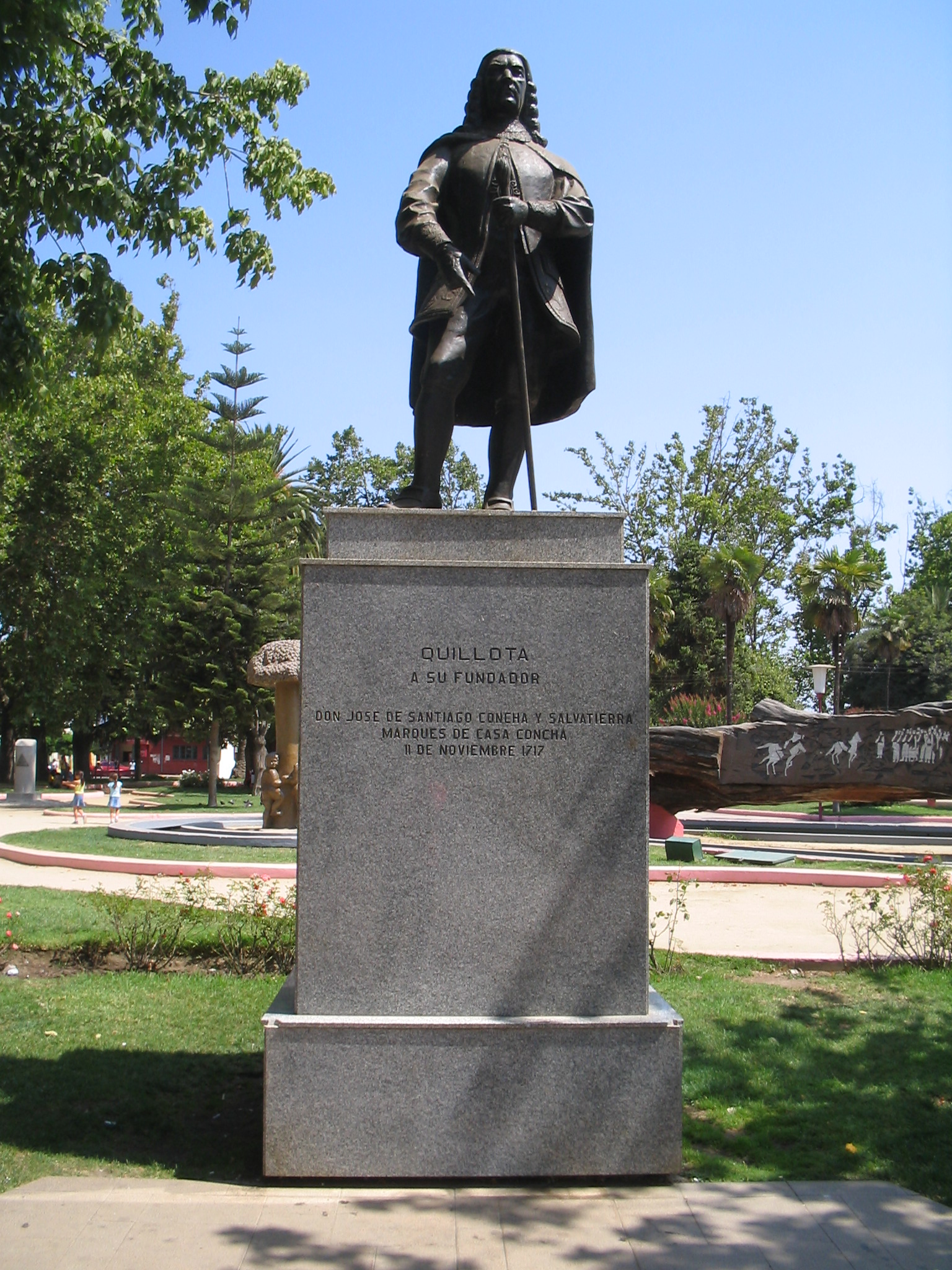
Monumento a José de Santiago Concha, fundador de Quillota.

Quillota es una ciudad y comuna de la zona central de Chile, capital de la provincia de Quillota, Región de Valparaíso. Destaca por contar con el  cementerio más antiguo  de Chile y el primer hospital del país. Integra además junto con las comunas de La Cruz y La Calera el Gran Quillota. Se ubica en el paralelo 32.º 54’ de latitud sur y el meridiano 71.º 16’ de longitud oeste, sobre la cuenca del Río Aconcagua. Limita al norte con La Cruz y en un pequeño tramo con La Calera; al este limita con Hijuelas; al sur limita con Limache y Olmué; y al oeste limita con Puchuncaví, Quintero, y en un pequeño tramo con Concón.
Pertenece al distrito electoral N.º 10, junto con las comunas de Cabildo, La Calera, Hijuelas, La Cruz, La Ligua, Nogales, Papudo, Petorca, Puchuncaví, Quintero y Zapallar y pertenece a la circunscripción senatorial (Valparaíso Cordillera).
Su valle fue capital del wamani (provincia) de Chile durante el imperio incaico. También destaca por las exportaciones de chirimoyas y paltas. Cuenta con el estadio municipal Lucio Fariña Fernández, sede del club deportivo futbolístico local, San Luis de Quillota, perteneciente a la segunda división del fútbol chileno.

## Toponimia
No existe certeza sobre el origen del topónimo. Si bien en la zona de Quillota el idioma utilizado por la población originaria era el mapudungún, al momento de contacto con los españoles el territorio se encontraba dominado por los incas. En uno de los idiomas de estos, el aimara, q'illu uta significa “casa amarilla”, y pudo hacer referencia a alguna edificación de importancia. Existe una propuesta similar que relaciona el nombre Quillota con el topónimo de origen incierto "Chile" y uta, Chile-uta, si bien el valle conocido como Chile se encontraba más al este, en el curso superior del río Aconcagua.
Otro supuesto más dudoso da el significado de “andar ebrio” en aimara.

## Historia
El poblamiento de Chile central comenzó desde hace más de 10000 años. Entre el siglo III a. C.  y el siglo IX d. C.coexisten el valle de Quillota las culturas Bato y Llolleo.
Luego, en el siglo IX, se desarrolla la cultura local conocida como Aconcagua.
Más recientemente, en el siglo XV, ocurre la conquista por parte del Imperio inca, convirtiéndose Quillota en la capital del wamani de Chile. Sin embargo, tras el alzamiento del jefe local Michimalonco, la administración del imperio se traslada a sus enclaves encontrados más hacia el sur, en Colina.

### Conquista española
Hacia 1540, el capitán español Pedro de Valdivia llegó al valle de Quillota y estableció allí su casa fuerte o fortaleza, presumiblemente en las serranías de San Pedro y Limache, dedicándose a extraer el oro del cerro La Campana, cultivar el valle de Rautén, La Palma, Boco y tomar para sí estas tierras como su hacienda personal. La población originaria fue reducida a encomiendas y pueblos de indios en La Palma, La Tetera, San Pedro (Poncahue), Boco, Pocochay, Rautén, Mauco etc.; Así los mestizos, se dedicaron al trabajo agrícola y la extracción minera en cerro Mauco, cerro Quilicauquen, Chilhué, Manzanar, cerro La Campana y San Pedro; y los colonos españoles, y criollos se  dedicaron  a la agricultura, el comercio, pequeña industria, los servicios públicos y la actividad militar.
Hacia 1585 comienza la presencia formal de la Iglesia católica, al formarse la doctrina de indios de Quillota, lo que más tarde daría pie a la formación de la parroquia San Martín de Tours.

### Fundación de la villa de Quillota
El 4 de julio de 1717 la Junta de Poblaciones del Reino de Chile ordena erigir la Villa de San Martín de la Concha del Valle de Quillota, como una manera de unir a las familias dispersas y darles seguridad. La fundación se firma el 19 de agosto de 1717, en Santiago, por el gobernador interino de Chile José de Santiago Concha y Salvatierra, la cual se verificó con la presencia del obispo Luis Romero y el gobernador Concha y Salvatierra. Dicho hito pasó desapercibido y los documentos que lo respaldan se extraviaron por casi 260 años. La celebración de la fundación de Quillota se conmemora el 11 de noviembre, por ser el día en que se celebra al patrono del valle, San Martín de Tours. 
Se establece un cabildo con dos alcaldes y seis regidores. Junto con la villa, se forma el Corregimiento de Quillota.
Durante la colonia la ciudad tuvo gran importancia militar y administrativa debido a su ubicación entre la capital y el puerto de Valparaíso.
En 1776, se transforma en el asiento del partido de Quillota, perteneciente a la Intendencia de Santiago. De este partido nacen sucesivamente los partidos de Cuzcúz, Petorca, el Aconcagua y el de Los Andes.

### Independencia de Chile
En 1818 por mandato de Bernardo O'Higgins, Quillota se regulariza como municipalidad, nombrándose como primer alcalde a don Juan Bautista Álvarez de Araya y Fuenzalida. El título de ciudad es otorgado a Quillota el 6 de agosto de 1822.
Hasta 1842 el Departamento de Quillota pertenecía a la provincia de Aconcagua, pero al crearse la nueva provincia de Valparaíso, se constituyó en un departamento de esta última, que al finalizar el siglo XIX contaba con 19 subdelegaciones y 48.737 habitantes, siendo la comuna de Quillota su capital.
En 1884 se construyó un tranvía tirado por caballos. Aunque de efímera duración, Quillota y Limache fueron los primeros pueblos del valle del Aconcagua en tener tranvías, precediendo a otras ciudades de la zona, como San Felipe (1886).
A fines del siglo XIX, durante el gobierno del presidente José Manuel Balmaceda, se fundó el Liceo de Hombres de Quillota, que lleva el nombre del profesor Santiago Escuti Orrego. Además, como aportes del empresario y político local Rafael Ariztía Lyon, se fundan el hospital San Martín y el Instituto Rafael Ariztía.
Francisco Astaburoaga en 1899 en su Diccionario Geográfico de la República de Chile : 624  hace una detallada descripción de Quillota:

Quillota.-—Ciudad capital del departamento de su nombre situada junto á la margen sur ó izquierda del río Aconcagua por los 32° 52' Lat. y 71° 17' Lon., en medio de uno de los valles más hermosos y feraces de Chile, variando su perspectiva por el E. los cercanos cerros extendidos al sur, en que descuella el notable pico llamado apropiadamente Campana de Quillota; mientras que por el N. se desliza por un ancho y abierto lecho aquel río entre el cual se interpone la graciosa colina de Moyaca, á manera de atalaya, y desde cuya cima se abarca de una mirada la ciudad y el entero valle. El plano de la población se halla á 124 metros sobre el nivel del Pacífico y se corta por calles rectas de diez metros de ancho en dirección de los puntos cardinales, formando 50 manzanas ó cuadros de 116 metros por lado. Casi en su centro tiene una bella plaza, en cuyo costado oriental existió al extremo norte un convento de jesuitas, aplicado hoy á un útil fin, y al del sur se ve la iglesia de Santo Domingo; en el costado norte contiene edificios públicos, y en el del oeste la iglesia parroquial. Esta plaza recuerda el hecho de la prisión en ella del ministro de la guerra Don Diego Portales, en el motin militar del 3 de junio de 1837, al pasar revista alli á un cuerpo de la expedición que iba á abrir la guerra contra la Confederación Perú-boliviana. Tiene una población de 9,214 habitantes, escuelas gratuitas y un liceo de segunda enseñanza, oficinas de registro civil, de correo y telégrafo, un buen hospital, principiado en 1857, hoteles, iglesias de San Agustín, San Francisco, La Merced y las mencionadas de la parroquia y Santo Domingo, con otras instituciones religiosas católicas y protestantes; varios establecimientos industriales y de crédito, &c. Goza de un temperamento muy suave, benigno y sano, y encierra y está rodeada por amenas huertas que producen excelentes frutas, como la deliciosa chirimoya (Anona cherimolia), la lúcuma, bellas flores al aire libre, &c. Primitivamente, antes de la entrada de los españoles, existía en estos parajes un centro de población indígena que se supone era colonia de los incas del Perú. Contigua á ella el Gobernador Garcia Ramón estableció en 1605 una fábrica de jarcias, la que sucesivamente vino concentrando á su alrededor un grupo de habitantes, con cuya base el virrey del Perú conde de Castellar proyectó fundar un pueblo en 1675 pero, aunque esta idea fué aprobada por real orden de 1678, no se llevó á efecto hasta 1717, en que el Presidente Don José de Santiago Concha hizo su fundación el 11 de noviembre de ese año con el título y nombre de villa de San Martín de la Concha, concediéndosele después en 17 de octubre de 1721 escudo de armas con tres flores de lis y con una concha por cimera. Mas por entonces la obra quedó incompleta, y no llegó á regularizarse sino por Manso y Velasco al terminar su gobierno en 1745, según él lo expone desde Lima en carta al Rey de 18 de marzo del siguiente año. En 6 de agosto de 1822 se le confirió el título y denominación de ciudad de San Martín de Quillota. Contiene una municipalidad cuyo territorio de acción se extiende sobre las subdelegaciones de Mollaca ó Moyaca, de la Estación del ferrocarril contigua, de San Francisco y el Mercado, dentro de la ciudad, de San Pedro y de la Palma. Dista 55 kilómetros hacia el NE. de la ciudad de Valparaíso y 129 al NO. de la de Santiago; deja á 37 kilómetros hacia el E. la estación de Llaillay. El nombre no es araucano; parece provenir de quilluta, andar entonado, voz del aimará, antiguo idioma del Perú.

También el geógrafo Luis Risopatrón describe a Quillota en su libro Diccionario Jeográfico de Chile en el año 1924: : 738 

Quillota (Ciudad) 32° 54' 71° 16' Se compone de una cincuentena de manzanas cortadas en ángulo recto por calles de 10 m de ancho, agrupadas alrededor de una bella plaza, a unos 124 m de altitud, al S del pequeño cerro de Macaya, en un llano feraz de la márjen E del rio Aconcagua; se cultivan en el llano toda clase de árboles frutales, se plantó en él el primer chirimoyo que hubo en Chile, a fines del siglo xvi n i se da la caña de azúcar, el algodón, el añil i el café. Antes de la entrada de los españoles, existia en estos parajes un centro de población indíjena, que se supone era colonia de los incas del Perú; estableció en ellos en 1605, el Gobernador García Ramón, una fábrica de jarcias, que concentró a su alrededor un grupo de habitantes, con cuya base se proyectó fundar un pueblo en 1675. Aunque esta idea fué aprobada por real orden de 1678, no se llevó a efecto hasta 1717, en que el Presidente don José de Santiago Concha, hizo su fundación, con el título de villa de San Martin de la Concha; se le confirió el título de ciudad de San Martin de Quillota el 6 de agosto de 1822 i en 1857 llegaron los trenes del puerto de Valparaíso. Se ha anotado un aumento anual de la población en el período de 1895-1907 de 1,46%, con una proporción de alfabetos en esta última fecha de 54,4%. Goza de un temperamento mui suave, benigno i sano; se ha anotado en 3 años de observaciones 37,5° i -0,5 ° C, como temperaturas máxima i mínima i como promedios anuales 14,4° C para la temperatura, 14,5° C para la oscilación diaria, 3,8 para la nebulosidad (0-10) i 420,3 mm para el agua caida, habiéndose rejistrado 500,2 mm de agua caida, en 35 dias de lluvias, con 101,6 mm de máxima diaria, en 1921.

## Geografía
La ciudad se ubica en el valle del río Aconcagua. Mirando hacia el este de la ciudad se ubica el inicio de la cordillera de la costa con el cerro La Campana (1880 m s. n. m.). Hacia el oeste la ciudad está encerrada por montañas paralelas a la costa (dirección norte-sur) y hacia el norte, debido a la curvatura del río, la cuesta El Melón. Este encierro se abre tenuemente hacia el sur y solo mirando hacia el suroeste no hay montañas o cerros de gran envergadura, ya que el río Aconcagua se curva nuevamente antes de desembocar en el Océano Pacífico (Con Con).

### Geomorfología
La comuna de Quillota se encuentra emplazada en las unidades geomorfológicas de Planicie marina o fluviomarina, Cordones transversales, Llanos de sedimentación fluvial o aluvional y Cordillera de la costa.

### Clima
Presenta según la clasificación climática de Köppen clima mediterráneo de lluvia invernal (Csb), clima mediterráneo de lluvia invernal de altura (Csb (h)) y clima mediterráneo de lluvia invernal e influencia costera (Csb (i)). La temperatura máxima promedio anual es de 21,1 °C y la mínima promedio es de 7,9 °C. Las precipitaciones anuales su el mes de junio el más lluvioso con un acumulado de 100,9 mm.
on respecto a los sistemas meteorológicos conocidos como bajas segregadas (o núcleo frío en altura) se presenta una situación singular, debido a la gran altura del cerro La Campana estos se activan y pueden generar tormentas eléctricas en esa zona.
Durante la época invernal, es normal el ingreso de la nubosidad baja costera un par de días después de estar presente en la zona costera. En verano es más frecuente observar una gran cantidad de días despejado.
La intensidad de la lluvia es variable. Tiende a ser una característica común la fugacidad con que los sistemas frontales depositan las precipitaciones en la ciudad de Quillota y alrededores. Uno de los factores más importantes es el ENOS (El Niño oscilación del sur), dependiendo de su estado, existe una alta probabilidad de sufrir grandes variaciones de lluvia durante el invierno.
| Parámetros climáticos promedio de Quillota, Chile | Parámetros climáticos promedio de Quillota, Chile | Parámetros climáticos promedio de Quillota, Chile | Parámetros climáticos promedio de Quillota, Chile | Parámetros climáticos promedio de Quillota, Chile | Parámetros climáticos promedio de Quillota, Chile | Parámetros climáticos promedio de Quillota, Chile | Parámetros climáticos promedio de Quillota, Chile | Parámetros climáticos promedio de Quillota, Chile | Parámetros climáticos promedio de Quillota, Chile | Parámetros climáticos promedio de Quillota, Chile | Parámetros climáticos promedio de Quillota, Chile | Parámetros climáticos promedio de Quillota, Chile | Parámetros climáticos promedio de Quillota, Chile |
| Mes                                               | Ene.                                              | Feb.                                              | Mar.                                              | Abr.                                              | May.                                              | Jun.                                              | Jul.                                              | Ago.                                              | Sep.                                              | Oct.                                              | Nov.                                              | Dic.                                              | Anual                                             |
| ------------------------------------------------- | ------------------------------------------------- | ------------------------------------------------- | ------------------------------------------------- | ------------------------------------------------- | ------------------------------------------------- | ------------------------------------------------- | ------------------------------------------------- | ------------------------------------------------- | ------------------------------------------------- | ------------------------------------------------- | ------------------------------------------------- | ------------------------------------------------- | ------------------------------------------------- |
| Temp. máx. abs. (°C)                              | 41.5                                              | 44.2                                              | 42.4                                              | 39.2                                              | 30.5                                              | 25.4                                              | 25.9                                              | 31.2                                              | 32.8                                              | 33.7                                              | 37.2                                              | 40.6                                              | 44.2                                              |
| Temp. máx. media (°C)                             | 30.2                                              | 30.7                                              | 27.4                                              | 23.8                                              | 19.2                                              | 15.4                                              | 14.5                                              | 15.6                                              | 18.6                                              | 23.2                                              | 26.4                                              | 28.1                                              | 21.4                                              |
| Temp. media (°C)                                  | 24.4                                              | 24.1                                              | 19.8                                              | 16.7                                              | 13.5                                              | 9.3                                               | 8.8                                               | 10.6                                              | 12.7                                              | 16.4                                              | 20.4                                              | 22.5                                              | 14.6                                              |
| Temp. mín. media (°C)                             | 18.6                                              | 18.4                                              | 14.1                                              | 10.6                                              | 7.7                                               | 5.1                                               | 4.7                                               | 5.5                                               | 6.8                                               | 11.5                                              | 13.4                                              | 16.9                                              | 9.8                                               |
| Temp. mín. abs. (°C)                              | 5.5                                               | 4.6                                               | 2.1                                               | -0.5                                              | -4.7                                              | -5.9                                              | -5.2                                              | -4.7                                              | -2.8                                              | -0.3                                              | 2.2                                               | 4.4                                               | -5.9                                              |
| Precipitación total (mm)                          | 0.5                                               | 1.8                                               | 2.5                                               | 19.7                                              | 77.6                                              | 112.5                                             | 96.9                                              | 72.3                                              | 26.1                                              | 13.5                                              | 6.1                                               | 1.3                                               | 430.8                                             |
| Días de precipitaciones (≥ 1 mm)                  | 0                                                 | 0                                                 | 1                                                 | 2                                                 | 7                                                 | 12                                                | 9                                                 | 7                                                 | 3                                                 | 1                                                 | 1                                                 | 0                                                 | 41                                                |
| Fuente:                                           |                                                   |                                                   |                                                   |                                                   |                                                   |                                                   |                                                   |                                                   |                                                   |                                                   |                                                   |                                                   |                                                   |

### Hidrología
Esta además se halla entre las cuencas hidrográficas de Costeras del río La Ligua y río Aconcagua, y río Aconcagua. Además, la comuna posee diversos cuerpos de agua, entre los que se destacan el río Aconcagua.

## Medio ambiente

### Componentes bióticos

Trazado simplificado de los ecosistemas y cuerpos de agua presentes en la comuna de Quillota.

Dentro del territorio de la comuna se pueden hallar los siguientes ecosistemas:
- Bosque caducifolio mediterráneo costero donde predominan Nothofagus macrocarpa y Ribes punctatum (Vulnerable)
- Bosque esclerófilo mediterráneo costero donde predominan Cryptocarya alba y Peumus boldus (Vulnerable)
- Bosque esclerófilo mediterráneo costero donde predominan Lithrea caustica y Cryptocarya alba (Casi amenazado)
- Matorral arborescente esclerófilo mediterráneo costero donde predominan Peumus boldus y Schinus latifolius (Preocupación menor)

### Medidas de protección ambiental y conflictos socioambientales
Hasta 2022, la comuna de Quillota cuenta con las siguientes zonas que poseen algún nivel de protección ambiental:
- Humedal Mayaca (Humedal urbano)[17]
- La Campana - Peñuelas (Reserva Biósfera)[18]
- Parque Nacional La Campana (parque nacional)
- río Aconcagua (Sitios ERB)[19]

## Demografía

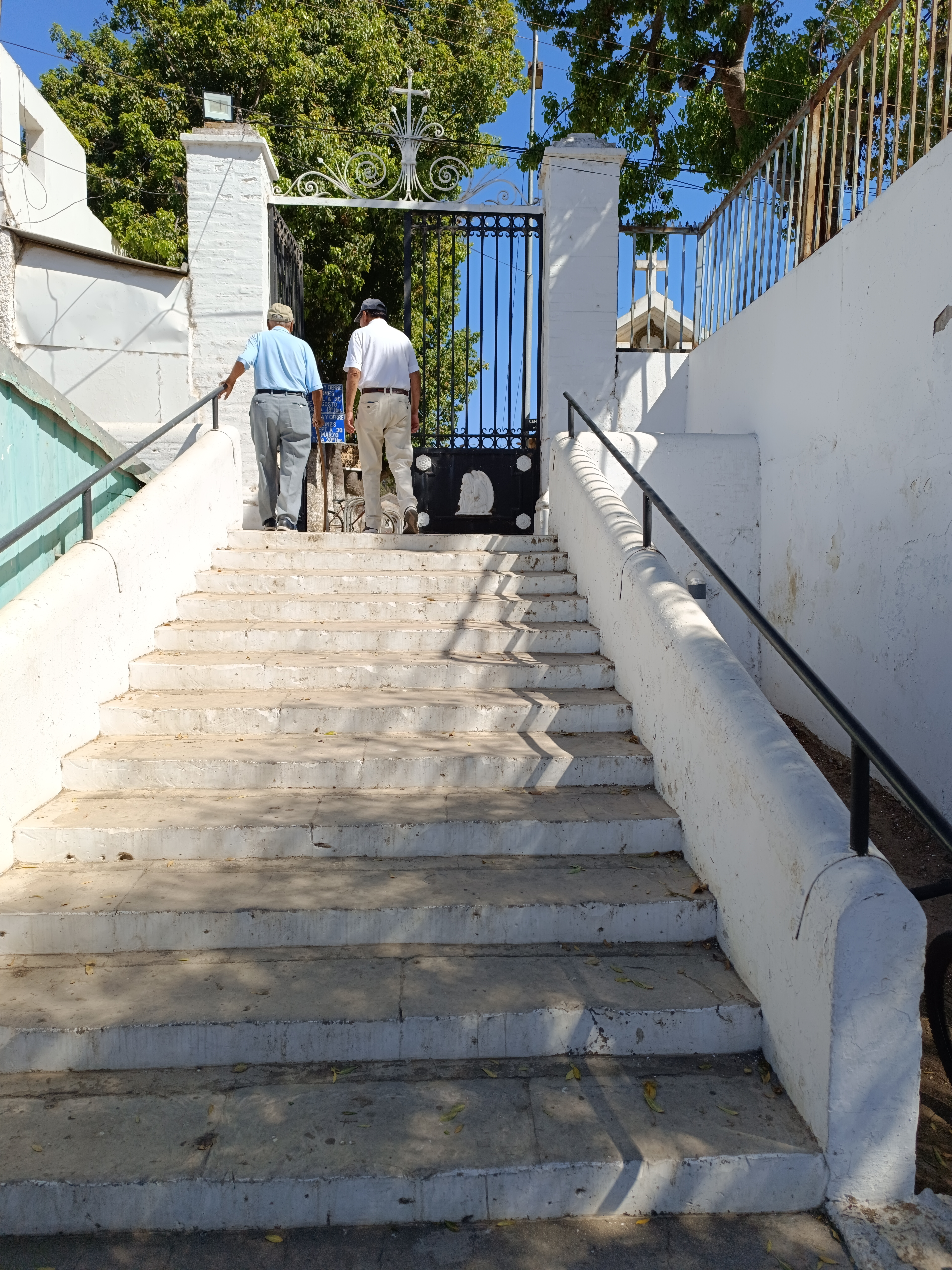
Entrada al cementerio municipal.

De acuerdo a los datos recolectados por los resultados finales del Censo de Población y Vivienda del año 2017 del Instituto Nacional de Estadísticas, la comuna posee una superficie de 302 km² y una población de 90.500 personas. Del total de población 11.981 personas que son mayores de 65 años.

## Administración

### Municipalidad
La Municipalidad de Quillota para el periodo 2024-2028 es dirigida por el alcalde Luis Mella Gajardo (Ind.) y el concejo municipal conformado por los concejales:
- Benjamín Canelo Pizarro (REP)
- Daniela Cisternas Meriño (PCCh)
- Regina Brito Jeria (RN)
- Carlos Pacheco Díaz (PR)
- Karen Madrid Oyarzo (PPD)
- Mauricio Ávila Pino (DC)
- Eduardo Ormazábal Mayol (Ind./DC)
- José Antonio Rebolar Rivas (RN)

### Representación parlamentaria
Quillota forma parte de la circunscripción senatorial VI y del distrito electoral 6. Es representada en la Cámara de Diputados del Congreso Nacional por los siguientes diputados:
- Camila Alejandra Flores Oporto (Renovación Nacional)
- Andrés Longton Herrera (Renovación Nacional)
- Gaspar Alberto Rivas Sánchez (Partido de la Gente)
- Carolina Marzán Pinto (Partido Por la Democracia)
- Nelson Venegas Salazar (Partido Socialista de Chile)
- Chiara Barchiesi Chávez (Partido Republicano De Chile)
- Diego Eduardo Ibáñez Cotroneo (Convergencia Social)
- María Francisca Bello Campos (Convergencia Social)

En el Senado, la representan:
- Kenneth Pugh Olavarría (IND - RN)
- Francisco Chahuán Chahuán (Renovación Nacional)
- Ricardo Lagos Weber (PPD)
- Isabel Allende Bussi (PS)
- Juan Ignacio Latorre Riveros (RD)

### Otras instituciones estatales
Al ser la ciudad cabecera de la provincia homónima, consta de variados servicios estatales, entre ellos Mineduc, SAG, Minagri, Indap, MOP, DGA.

## Economía
En 2018, la cantidad de empresas registradas en Quillota fue de 2.416. El Índice de Complejidad Económica (ECI) en el mismo año fue de 1,25, mientras que las actividades económicas con mayor índice de Ventaja Comparativa Revelada (RCA) fueron servicios sociales sin alojamiento (161,44), cultivo de porotos o frijol (57,69) y explotación de instalaciones especializadas para prácticas deportivas (37,05).

### Comercio y servicios
En lo comercial, Quillota cuenta con un centro muy activo, en donde destacan las calles Condell, Blanco, Freire, O´Higgins, San Martín, Prat, Chacabuco, Maipú, La Concepción y Pudeto, las cuales poseen variadas tiendas y servicios.
Además cuenta con 3 centros comerciales:
- Mall Paseo del Valle, posee variadas tiendas distribuidas en 6 niveles, estacionamientos subterráneos, un supermercado Unimarc, una multitienda Paris, un patio de comidas con Doggis y Tarragona, más Doggis helados en el primer piso. También el Cine Paseo del Valle con 4 salas, 2 de las cuales son en formato 3D.
- Portal Quillota, posee un supermercado Santa Isabel y una tienda de hogar y construcción Easy. Además una farmacia y una automotora.
- Paseo Shopping Mall Quillota, con tiendas ancla: Tottus, Sodimac Homecenter, La Polar, cinepolis, patio de comidas, gimnasio Sportlife y variadas tiendas.

Por otra parte, como iniciativas de carácter comercial, destacan:
- Paseo Outlet Quillota (Herboso esquina Diego Portales).
- Paseo Shopping Mall Quillota (habilitación de más locales).
- Plazacenter Quillota (San Martín esquina Diego Echeverría).

Dentro de los servicios hoteleros, se encuentran el Hotel Open, Hotel Boston, Hostería El Edén, Hostería Alberdi, Hotel Palmeras, Hotel Kaiser, Hostal Amigos, Cabañas Emporio San Isidro y Cabañas Fundo El Grillo.

## Servicios públicos

### salud
Se construyó el Hospital Biprovincial Quillota Petorca, que se ubica al final de calle O'Higgins, al llegar a la Ruta 60 CH. Paralelo a ello, se refaccionó la calle O'Higgins. El municipio ha solicitado que le sea entregado el actual edificio del Hospital San Martín, una vez desocupado, para habilitar allí un centro Integral de Atención al Adulto Mayor.

### Educación
Quillota cuenta con los siguientes centros de educación superior:
- Centro de Formación Técnica de la PUCV.
- CFT Cenco.
- CFT Educap.
- Instituto Profesional DuocUC.
- Facultad de Agronomía de la PUCV.

### Guarnición
Quillota, por su estratégica ubicación,  históricamente siempre, fue una fuerte plaza militar, siendo hasta inicios del siglo XXI, sede de la Escuela de Caballería Blindada del Ejército, la que contaba con numerosos blindados y tanques. Y de un Regimiento de Ingenieros reforzado. Sin embargo, en el presente  solo cuenta con unidades menores:[cita requerida]
| Rama              | Acuartelamiento                                                                           |
| ----------------- | ----------------------------------------------------------------------------------------- |
| Ejército de Chile | - Regimiento Escolta Presidencial n.º 1 "Granaderos" - Escuela de Equitación del Ejército |

## Lugares de interés

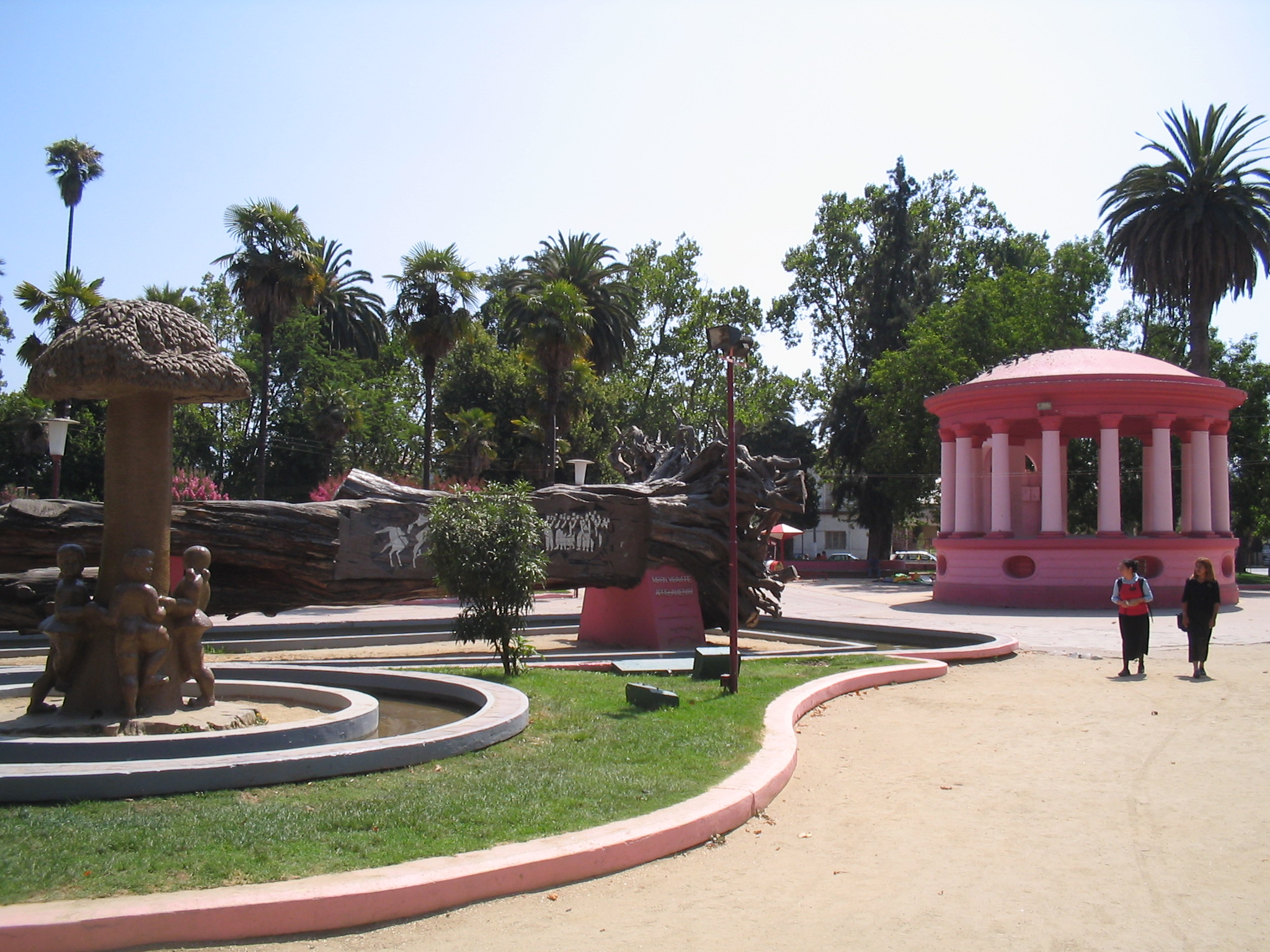
Plaza de Armas de Quillota

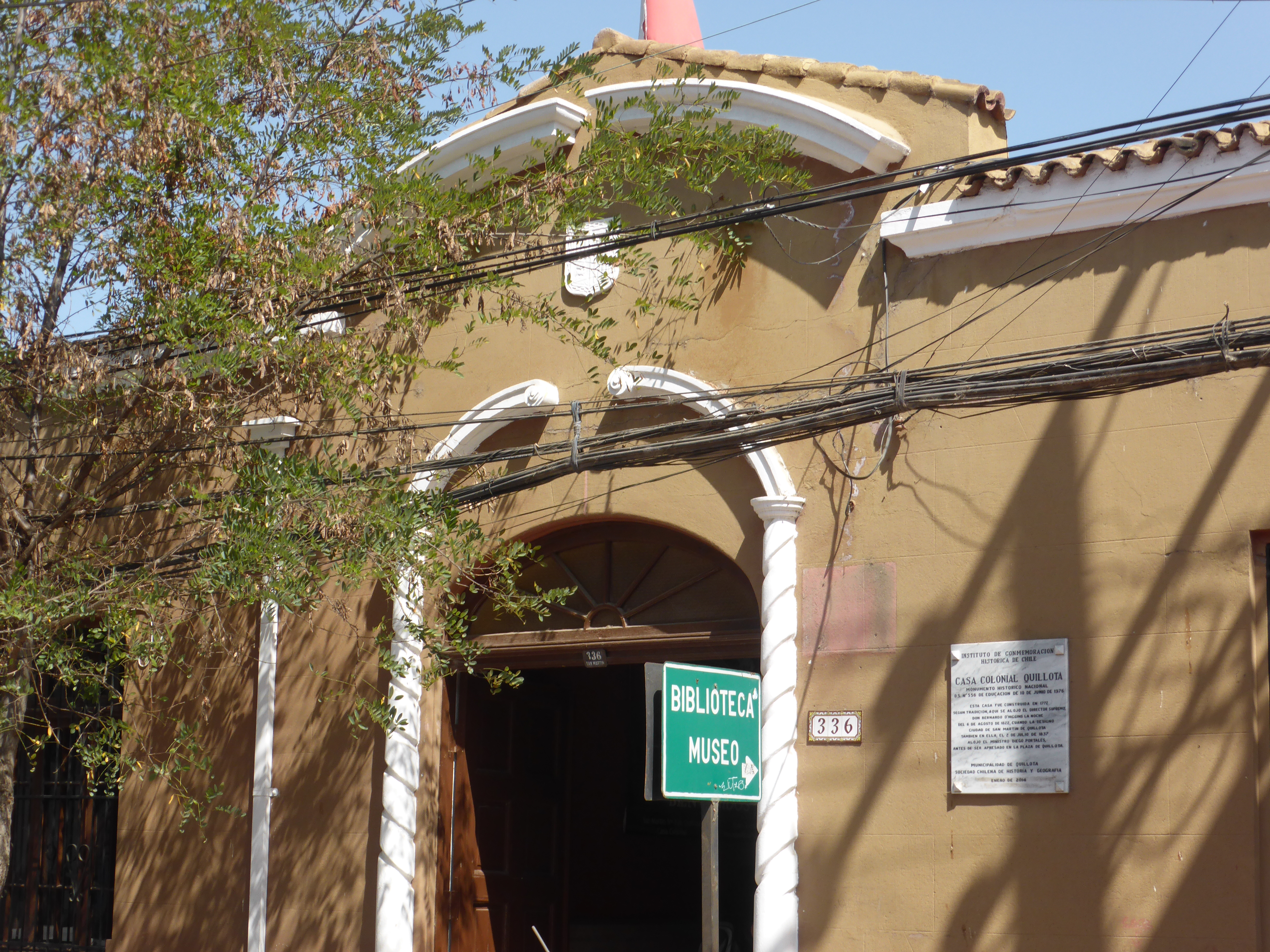
Museo de Quillota. Casa Colonial construida en 1772

Dentro del ámbito turístico hallamos lugares de esparcimiento abiertos para el público en general, tales como:
- Plaza de Armas de Quillota: se encuentra inserta en el corazón misma de la comuna. A sus alrededores se encuentra la Parroquia San Martín de Tours, el Convento Santo Domingo, la Gobernación provincial, la Ilustre Municipalidad de Quillota, etc. Cuenta con un gran ciprés caído, en los temporales que afectaron la zona en la década de 1980, el cual fue talado por la comunidad, como un testimonio de ello. También se halla el Odeón, donado a la ciudad por la comunidad italiana. Es un lugar en donde es posible apreciar especies arbóreas propias del valle, como Las Palmeras en el centro de la ciudad, además de esculturas que representan las cuatro estaciones del año.

- Parque Municipal "Aconcagua": se encuentra en calle La Concepción, casi al llegar al río Aconcagua. Centro de esparcimiento con juegos infantiles, quinchos para asados, amplios espacios verdes, etc.

- Boco: (del Mapudungún: Boco ‘Sapo’), localidad rural distante a pocos kilómetros desde el centro de la ciudad. Para acceder a ella se debe cruzar el puente vehicular/peatonal que está al final de calle La Concepción, llegando a esta pequeña localidad. En ella es posible encontrar la "Quebrada del Ají", en donde se encuentra el centro de ecoturismo "El Grillo", el aeródromo de Quillota y el centro turístico y cabañas "El Edén", que cuenta con cabañas y habitaciones individuales y dobles para los clientes, con piscina privada, spa, gimnasio, etc., y también un parque abierto a la comunidad, con restaurante y una gran piscina. Cerca de Boco se puede hallar el sector de Rautén, con una gran arboleda y un hermoso tranque para pasar un día con la familia.

- Museo Histórico-Arqueológico de Quillota y Biblioteca Pública Melvin Jones de Quillota: el Museo Histórico-Arqueológico de Quillota (MHAQ) fue creado oficialmente el 5 de diciembre de 1997, por iniciativa del Taller de Investigación y Difusión de la Historia y Geografía de Quillota, para rescatar la tradición Patrimonial Histórica y Arqueológica de la ciudad. Actualmente funciona, junto con la biblioteca pública, dentro de la Casa Colonial (MN), en calle San Martín N.º 336.

- Campo Militar "San Isidro": recinto militar, ubicado en la zona de San Isidro, en Quillota, que antes fuera la Escuela de Caballería. Posee un museo de coches antiguos y carruajes. También se puede disfrutar de sus jardines y parques con añosos árboles, como un gran gomero que hay en su interior. Posee estructuras hermosas, como la capilla, construida en el año 1892 y abierta a la comunidad de Quillota en el año 1917, de estilo semi barroco (indefinido), con esculturas y elementos traídos principalmente del Cuzco (Ecuador), entre otras cosas.

- Jardín Botánico "El Escalante": se encuentra a 1,8 km de la localidad de "El Boco". Creado hace más de una década, su especialidad son las cactáceas chilenas y de otros países americanos, donde las plantas se encuentran en hábitat natural. Dispone de más de 1000 especies de cactáceas en terreno, además de una colección de orquídeas chilenas en hábitat (15 especies), y bulbos chilenos. También hay un sector de palmeras, árboles y arbustos nativos, árboles exóticos y un sendero para recorrer todo el lugar, que incluye una quebrada con agua corriente y plantas nativas.

- Escuela de Rodeo "El Huaso": situado en el sector rural de La Palma, se encuentra ubicada esta escuela de rodeo, en un precioso entorno en el cual se destacan árboles nativos, tales como la palma chilena, pinos, araucarias, entre otros. Cuenta con programas para adultos y niños tanto para hombres como para damas. Su fin es fortalecer, promoveer y cultivar las tradiciones huasas y principalmente el deporte nacional de Chile. Cuenta además con juegos criollos, actividades relacionadas al campo y visitas a museos.

- Casa y Museo del Huaso: ubicado en el sector céntrico de la comuna, en calle Blanco. En él se presenta la historia del huaso en Chile y la Zona Central. Se pueden realizar visitas de lunes a viernes.

- Estadio Bicentenario Lucio Fariña Fernández: recinto deportivo remodelado el año 2010, llamado así en honor al periodista deportivo nacido en la ciudad. Es sede del club futbolístico local, San Luis de Quillota. Tiene una capacidad estimada de 7500 espectadores. Incluye iluminación sobre la estructura techada, iluminación perimetral, tablero electrónico, sistema de audio, asientos individuales (butacas) y una cancha sintética de 105 x 68 metros tal cual lo dispone la FIFA, con capacidad para ser usada 8 horas diarias. Además, contempla un escenario para eventos artísticos, con camarines, sala de administración y sala de prensa, incluye dos gimnasios, sala de exámenes médicos y primeros auxilios y salas para la práctica de deportes alternativos, como las artes marciales. Incluye también la habilitación de una sala de exposición arqueológica, donde se espera a futuro exponer los restos del Complejo Cultural Aconcagua, Bato e Inca, que fueron rescatados durante el proceso de construcción del recinto.

- Cabalgatas "Viejo Pichón": realiza cabalgatas por los paisajes naturales de la ciudad, pasando por paisajes majestuosos y prístinos. También ofrece paseos en carretas y arriendos de estas para matrimonios y eventos.

- Centro "Sport Club Q": centro de eventos y complejo deportivo, que se encuentra en el paradero 8 del camino hacia La Cruz, a un costado de la Ruta 60 CH. Cuenta con canchas de fútbol, de tenis, piscinas, restaurante, spa, gimnasio, escuelas deportivas y salas de eventos.

- Centro Turístico "El Edén": centro de eventos, parque, pícnic, piscinas, cabañas, bosque, juegos y recreación. Se ubica camino a sector de Boco, y en él se encuentra también la escuela de artes.

- Centro Cultural Leopoldo Silva Reynoard: espacio cultural, en donde se realizan obras de teatro y exposiciones, entre otras manifestaciones artísticas.

## Transporte
Quillota pertenece a la conurbación "Quillota - La Cruz - La Calera" (o Gran Quillota). Es separado de la comuna de La Cruz por solo una calle (limita en el paradero 8 de avenida 21 de mayo, a la altura de la calle Lorca Prieto). Se puede acceder a la ciudad en auto por la ruta 60 CH. 

### Rodoviaria
Paralela a la ciudad de Quillota pasa la ruta 60-CH, autopista que une las ciudades de Valparaíso y Los Andes, llegando a la frontera con Argentina en el paso fronterizo Los Libertadores. Por esta vía circulan los buses interurbanos que unen al Gran Valparaíso con el Valle de Aconcagua, además de los automóviles de quienes utilizan el paso Los Libertadores para visitar Argentina, en especial la cercana ciudad de Mendoza. Se conecta desde Quillota hacia el Gran Valparaíso utilizando la llamada "vía Aeropuerto", que no es otra que la ruta 64 (ex ruta 60-CH); es la vía utilizada por los buses Sol del Pacífico, que unen al Valle de Aconcagua con la Capital Porteña, pasando por Quillota, Calera y La Cruz.
Se conecta también con Limache a través de la ex Ruta CH-62, vía por la que circulan buses rurales como Dhino's, Limequi, Carolina del Valle, Comercial Guerra, Transendero, que unen la ciudad con las cercanas ciudades La Calera, La Cruz, Hijuelas, Nogales y Limache, además de poseer recorridos hacia sectores rurales de la comuna, como lo son Boco, Manzanar, Colmo, Rautén, La Palma, etc. Esta vía es también utilizada por el servicio Bus+Metro, operado inicialmente por Limequi y luego por Agdabus, en alianza con Merval, para unir la estación Limache (punta de vías) con las ciudades de La Calera y La Cruz (Bus+Metro Calera) y Quillota (Bus+Metro Quillota).
Dentro de la ciudad, existe también la empresa Quibús, que posee recorridos dentro del radio urbano de la comuna y el sector sur de La Cruz.
En el sector oriente de la ciudad, más específicamente en el parque industrial, se encuentra el terminal de buses de Quillota. En este lugar comienzan y terminan los recorridos que conectan Quillota con la Región Metropolitana. Las líneas que operan son: Turbus, Pullman, Expreso Aconcagua, Paravías y Los Halcones.

### Ferroviaria

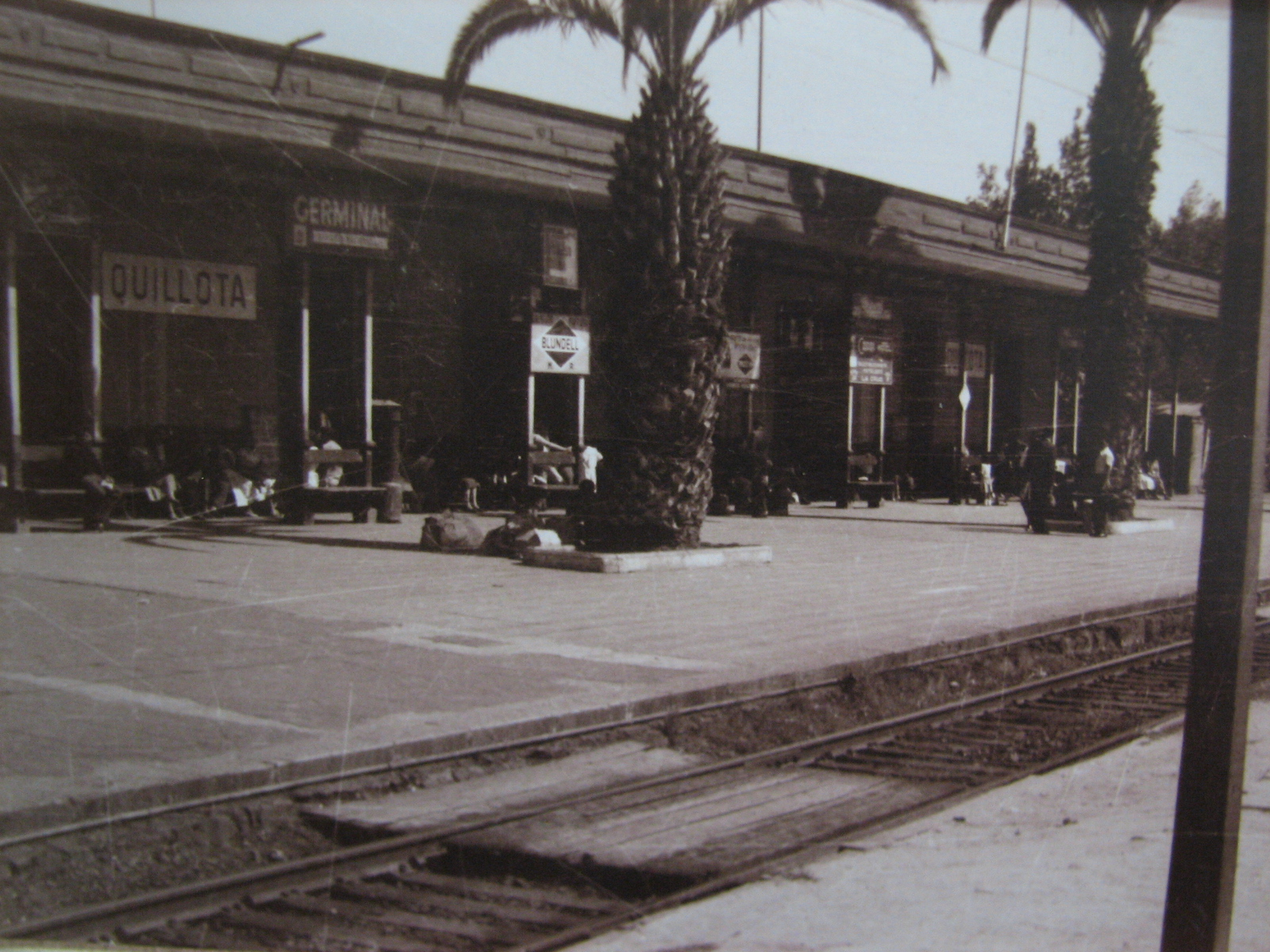
Antigua estación de ferrocarriles de Quillota (hoy demolida)

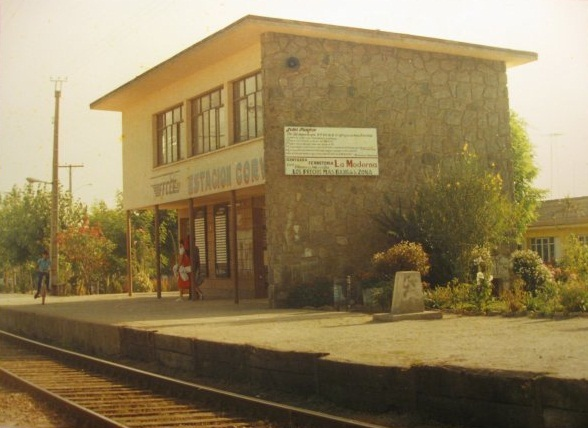
Antigua estación Corvi (hoy demolida), hacia 1980.

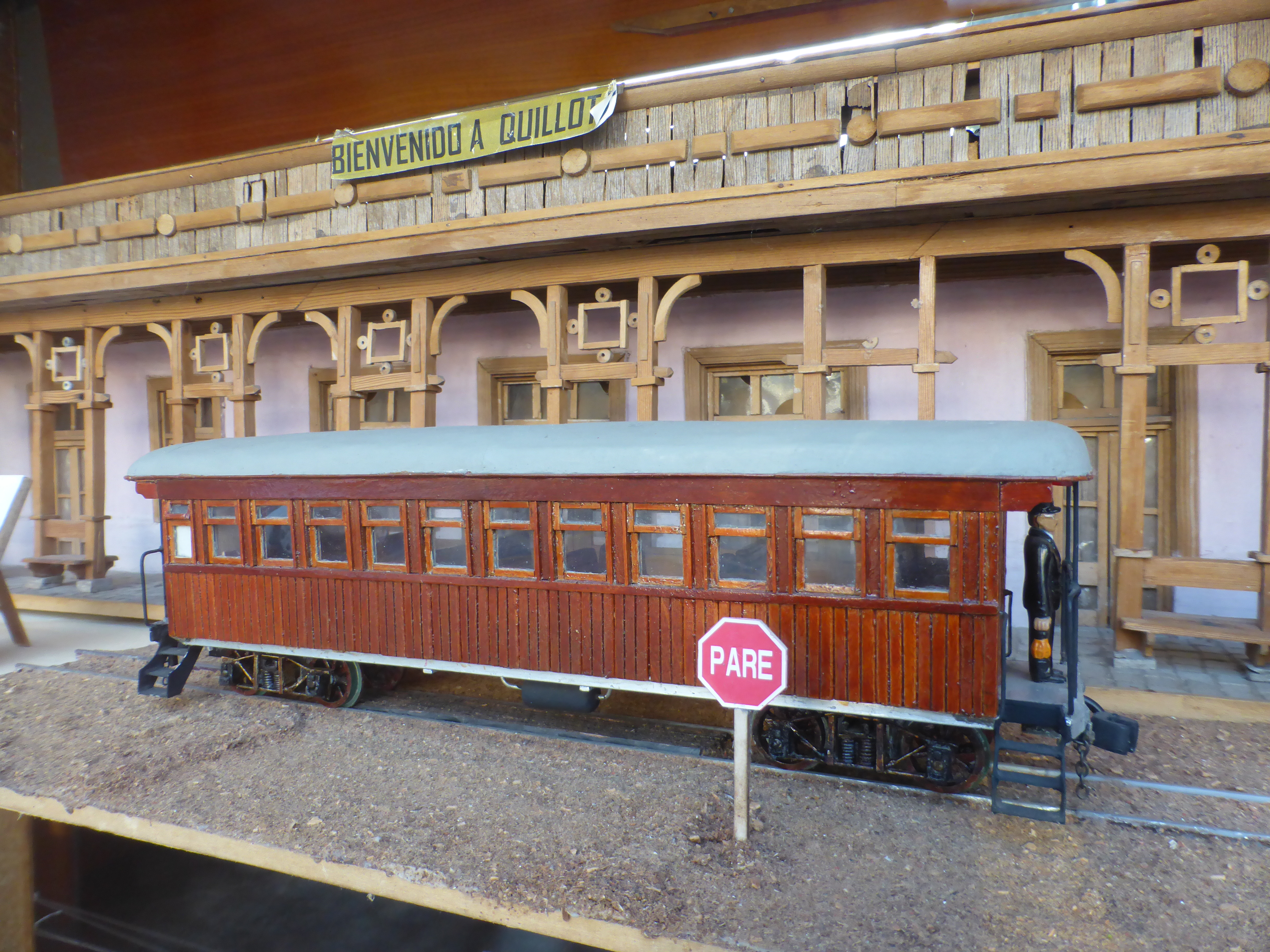
Maqueta de la estación de Quillota, en Oficina de Turismo.

En pleno centro de Quillota se ubicaba la estación Quillota del Ferrocarril de Valparaíso a Santiago, inaugurada en 1856 (7 años antes de la inauguración del servicio completo). Durante 130 años fue un importante punto del trazado que unía a la capital del país con su principal puerto, y tras el accidente ferroviario de Queronque en 1986, comenzó a caer en desuso hasta su clausura en 1995. Con motivo de la modernización de la avenida Condell, en 2004 la estación fue demolida y la vía reubicada. La nueva estación Quillota se construyó junto a la calle Ariztía, y consiste en un único andén de pasajeros (a la misma altura que las estaciones de Merval) y una gran cantidad de desvíos, utilizados por los trenes de carga, que actualmente son los únicos que circulan por la vía.
Cerca de la unión con Limache, se encuentra la estación San Pedro, en la localidad homónima, y adyacente al patio Cousiño, donde se separa el ramal a Quintero, utilizado actualmente por los trenes de carga de FEPASA, principalmente los que prestan servicio a la división Andina de Codelco, transportando concentrado de cobre desde Saladillo hacia la fundición Ventanas.
En 1958 se inauguró el paradero Corvi, para otorgar acceso al ferrocarril al sector homónimo, cercano al centro de la ciudad. También fue demolida en 2004, pero no se construyó en una nueva ubicación. Existen planes para reconstruirla ante una eventual extensión del servicio de Merval.
Pese a que los servicios de pasajeros fueron suprimidos en 1995 por problemas financieros, las ciudades de Quillota, La Calera y La Cruz ejercen presión para lograr la extensión del Merval hacia dichas comunas. Si bien el proyecto ha sido rechazado en dos ocasiones, el gobierno regional anunció en 2014 la entrega de fondos para un nuevo estudio, esta vez aprovechando el equilibrio operacional alcanzado por el Tren Limache Puerto, empresa de Efe Valparaíso que maneja el Merval, y la alta demanda del servicio Bus+Metro. La extensión, de realizarse, proyecta la reconstrucción (o rehabilitación) de las tres estaciones de Quillota, la estación de La Cruz y la estación principal de La Calera, remodelación de la estación Limache y servicios de intercambio modal con buses en cada una de ellas.

## Deportes
En 2002 y 2007, fue la sede principal del Campeonato Mundial Ecuestre Militar celebrado en Chile. La principal área de competencia fue la ex-Escuela de Caballería Blindada (actualmente con sede en la ciudad de Iquique), hoy Campo Militar "San Isidro" del General de Ejército Ricardo Izurieta Caffarena, que cuenta con el Regimiento Granaderos y la Escuela de Equitación.
Por su parte, la ciudad fue sub-sede de los juegos ODESUR 2014 que se disputaron en el país. En el Regimiento Escolta Presidencial n.º 1 "Granaderos" se disputó la totalidad de las competencias ecuestres de la cita sudamericana. Así como también albergó las competencias de equitación en los Juegos Panamericanos de 2023.

### Fútbol profesional
La ciudad no solo cuenta con los mismos aspectos que cualquier otra, sino que también se hace cuna del San Luis de Quillota, que si bien es una institución privada, su nombre y sus colores (Amarillo y Negro) están arraigados a la ciudad y a su gente. Hoy en día San Luis se encuentra participando en la segunda división del fútbol profesional de Chile y sus partidos cuentan con un promedio de público de 2800 personas que presencian y apoyan al cuadro canario en el estadio Lucio Fariña Fernández en condición de local.

### Fútbol amateur
Manuela Figueroa participó en la Cuarta División entre 1999 y 2000, y en la tercera división en 2001.[cita requerida]

## Medios de comunicación

### Periódicos
Quillota cuenta con los periódicos El Observador, que funciona para las provincias de Quillota, Petorca y Marga Marga, y La Estrella de Quillota, que circula en las provincias de Quillota y Petorca.

### Radioemisoras
Cuenta además con varias radioemisoras:
FM
- 88.7 MHz Radio Mila
- 89.1 MHz Radio Crystal
- 90.5 MHz Beat FM
- 91.5 MHz Somos FM (Limache)
- 91.9 MHz Radio Carnaval
- 92.7 MHz Eros FM
- 95.7 MHz Dulce FM
- 97.1 MHz Raudal FM
- 97.7 MHz FM Okey
- 101.5 MHz Radio Quillota
- 102.3 MHz Radio Azúcar
- 103.7 MHz Cosmos (La Calera)
- 104.7 MHz Libra FM
- 105.5 MHz Observador Radio (La Calera)
- 106.5 MHz Nexo FM
- 107.3 MHz Radio Putupur

AM
- 1530 kHz Radio Nexo

### Televisión
TDT
- 2.1 - Chilevisión HD
- 2.2 - UChile TV
- 6.1 - TVN HD
- 6.2 - NTV
- 9.1 - Canal 13 HD
- 9.2 - T13 En Vivo
- 48.1 - VTV Quillota
- 48.3 - TV Costa

Cable
- 9 - Quintavisión (VTR)
- 793 - Canal Local (Mundo)

IPTV
- 170 - VTV Quillota (Zapping)

## Literatura complementaria
- Ávalos H. 1999. «Evidencias del período Alfarero Temprano en el curso medio del río Aconcagua: sitio Calle Santa Cruz, comuna de La Cruz, Chile Central». Boletín del Museo Histórico Arqueológico de Quillota: Valle Del Chili, N.º2: 7-11. Octubre.
- Keller R.m Carlos. Los orígenes de Quillota